# Volleyball-Europapokal der Pokalsieger 1980/81 (Frauen)
Der Europapokal der Pokalsieger der Frauen 1980/81 war die 9. Auflage des Wettbewerbes, an der 18 Volleyball-Vereinsmannschaften aus 17 Ländern teilnahmen. Vasas Izzó Budapest aus Ungarn verteidigte seinen Titel im Europapokal der Pokalsieger aus dem Vorjahr erfolgreich.

## Teilnehmer
| Belgien - Dilbeek-Itterbeek SC Bulgarien - ZSKA Sofia BR Deutschland - VC Schwerte Deutsche Demokratische Republik - SC Dynamo Berlin Frankreich - CSM Clamart Israel - Hapoel Na'aman | Italien - Diana Docks Ravenna Jugoslawien - Roter Stern Belgrad Niederlande - Van Houten/VCH Portugal - C.D.U. Porto Schweden - G70 Göteborg Sowjetunion - TTU Leningrad | Spanien - CD Sniace Tschechoslowakei - Slavia Prag Türkei - Arçelik SK Istanbul Ungarn - Dózsa Újpest Budapest - Vasas Izzó Budapest (Titelverteidiger) Vereinigtes Königreich - Hillingdon VC |

## Modus
Von der Ausscheidungsrunde bis zum Viertelfinale spielten die Mannschaften im K.-o.-System. In jeder Runde gab es Hin- und Rückspiele. Nach dem Viertelfinale ermittelten dann die letzten vier Mannschaften in einem Finalrunden-Turnier den Europapokalsieger.

## Ausscheidungsrunde
|                      | Gesamt |                     | Hinspiel | Rückspiel |
| -------------------- | ------ | ------------------- | -------- | --------- |
| Dilbeek-Itterbeek SC | 6:2    | Arçelik SK Istanbul | 3:2      | 3:0       |
| Roter Stern Belgrad  | 6:0    | Hapoel Na'aman      | 3:0      | 3:0       |

## Achtelfinale
|                       | Gesamt |                      | Hinspiel | Rückspiel |
| --------------------- | ------ | -------------------- | -------- | --------- |
| VC Schwerte           | 3:4    | Dilbeek-Itterbeek SC | 3:1      | 0:3       |
| Diana Docks Ravenna   | 4:3    | Roter Stern Belgrad  | 3:0      | 1:3       |
| Van Houten/VCH        | 6:0    | CD Sniace            | 3:0      | 3:0       |
| Slavia Prag           | 0:6    | Vasas Izzó Budapest  | 0:3      | 0:3       |
| ZSKA Sofia            | 6:2    | SC Dynamo Berlin     | 3:0      | 3:2       |
| Dózsa Újpest Budapest | 6:2    | CSM Clamart          | 3:0      | 3:2       |
| Hillingdon VC         | 0:6    | TTU Leningrad        | 0:3      | 0:3       |
| G70 Göteborg          | 6:0    | C.D.U. Porto         | 3:0      | 3:0       |

## Viertelfinale
|                      | Gesamt |                       | Hinspiel | Rückspiel |
| -------------------- | ------ | --------------------- | -------- | --------- |
| Dilbeek-Itterbeek SC | 2:6    | Diana Docks Ravenna   | 1:3      | 1:3       |
| Van Houten/VCH       | 1:6    | Vasas Izzó Budapest   | 1:3      | 0:3       |
| ZSKA Sofia           | 6:1    | Dózsa Újpest Budapest | 3:0      | 3:1       |
| TTU Leningrad        | 6:0    | G70 Göteborg          | 3:0      | 3:0       |

## Finalrunde
Die Finalrunde fand vom 13. bis 15. Februar in der belgischen Stadt Roeselare statt.

### Spiele
| Datum           |                     | Ergebnis |                     |
| --------------- | ------------------- | -------- | ------------------- |
| Fr .13. Februar | ZSKA Sofia          | 3:0      | Diana Docks Ravenna |
| Fr .13. Februar | Vasas Izzó Budapest | 3:2      | TTU Leningrad       |
| Sa 14. Februar  | TTU Leningrad       | 3:1      | Diana Docks Ravenna |
| Sa 14. Februar  | Vasas Izzó Budapest | 3:0      | ZSKA Sofia          |
| So 15. Februar  | Vasas Izzó Budapest | 3:1      | Diana Docks Ravenna |
| So 15. Februar  | TTU Leningrad       | 3:1      | ZSKA Sofia          |

### Abschlusstabelle
| Pl. | Verein              | S | N | Sätze | Punkte |
| --- | ------------------- | - | - | ----- | ------ |
| 1   | Vasas Izzó Budapest | 3 | – | 9:3   | 6      |
| 2   | TTU Leningrad       | 2 | 1 | 8:5   | 5      |
| 3   | ZSKA Sofia          | 1 | 2 | 4:6   | 4      |
| 4   | Diana Docks Ravenna | – | 3 | 2:9   | 3      |

 Europapokalsieger